# Camille d'Hostun de la Baume
Camille d'Hostun de la Baume, Duque de Tallard (14 de febrero de 1652 - 20 de marzo de 1728) fue un noble francés, diplomático y militar, que llegó a ser Mariscal de Francia.

## Carrera militar
Tallard entró en ejército francés a la edad de 15 años. Más tarde serviría bajo el mando de El Gran Condé en los Países Bajos y desde 1674, con Turenne en Alsacia. Se le promovió a mariscal de campo en 1678, y participó en la Guerra de los Nueve Años (1688-1697).
Su amistad con Luis XIV de Francia le valió su posición de autoridad Después de la guerra fue enviado a la corte de Inglaterra donde sus excepcionales conocimiento de los asuntos políticos europeos resultaron ser muy valiosos. Cuando Jacobo II de Inglaterra muere en septiembre de 1701 Luis XIV brindó apoyo al hijo de Jacobo para hacerse con el trono de Inglaterra en consecuencia Guillermo de Orange le expulsó de Londres en 1701.
Su carrera militar alcanzó peso en la Guerra de Sucesión Española. El 7 de septiembre de 1703 junto al Duque de Borgoña tomo Breisach. Más tarde derrotaría rotundamente a Frédéric de Hesse-Cassel en la Batalla de Speyerbach.

## Referencias

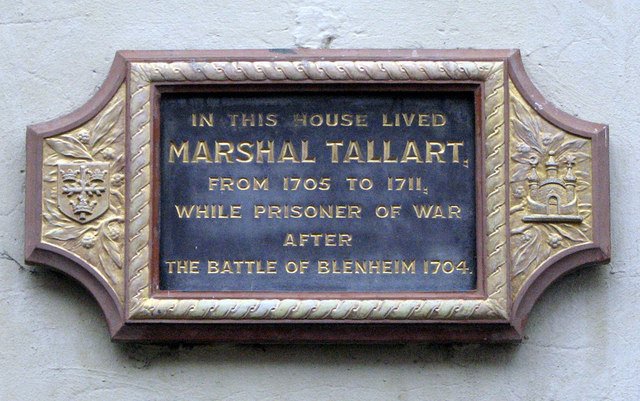
Placa.